# Charlemagne Ovigneur
 (décembre 2008).
Charlemagne Ovigneur (1759-1832), est l'héritier d'une famille de notables de Lille, qui tire sa richesse de l'industrie du fil. Artilleur et capitaine des canonniers lillois lors du siège de Lille par l’armée autrichienne en octobre 1792, ses exploits militaires font de lui, malgré lui, une « image d’Épinal ». L’empereur Napoléon lui remet la Légion d’honneur en 1810. 

## Origine familiale
Les Ovigneur sont « bourgeois de statut » à Lille depuis le XVIe siècle. Parmi l’élite roturière du Tiers État, les Ovigneur sont inscrits au registre des Bourgeois de Lille depuis la fin du XVIIe siècle.
Un « livre de raison » contenant l’état civil (naissances et décès) a été tenu avec soin pendant quatre siècles, passant successivement des mains de la famille Pouille à la famille Bocquet puis échu à la famille Ovigneur, par l’alliance de Marie-Joseph Bocquet (1704-1787) à Joseph Ovigneur (1697-1765). Il servait à régler filiations et successions. Celui qui commence ce « livre de raison », Jacques Pouille, mort en 1597, y consigne pour, “le 30 jour de novembre 1568”, les premières lignes, après, chrétien, avoir tracé une croix : “Mémoire que moy, Jacques Pouille et Antoinette Daussy, avons esté ensemble par mariage”. Les Pouille appartenant aussi à la bourgeoisie de Lille œuvraient dans le commerce des draps. En 1735, Joseph Ovigneur (1697-1735) hérite d’un fief et d’une seigneurie constitués au début du XVIe siècle par ses aïeux Robert Le Hugier et Françoise de Corenhuze. De père en fils, ils fabriquent aussi du fil.
La famille Ovigneur possède même un fief situé à Leers, de « douze bonniers ou environ d’héritages » (environ dix-sept hectares), leur rapportant annuellement 300 florins soit 100 livres. Ce fief provient d’aïeux Robert Le Hugier et François de Corenhuze, qui en étaient propriétaires au XVIe siècle. Les Ovigneur œuvrent dans le textile. Né vers 1569, fils de Catherine Le Hugier et de Siméon Mainsent, Allard Mainsent était sayetteur à Lille, c’est-à-dire fabricant d’étoffes très légères faites de laine peignée ou sèche. Le 21 octobre 1623, dans le cadre d’un contentieux entre villes flamandes, cet aïeul des Ovigneur témoigne par écrit, que les marchés de Lille et de Tournai ne sont plus suffisamment approvisionnés en fins filets de laine, à cause de la concurrence hollandaise : “eaigé de cincquante quatre ans ou environ, plus de trente-trois ans qu’il y at exercé, comme il faict encoires, ledict stil et, ce faisant, fabricqué fins oeuvraiges de changheans...à raison de quoy scait que depuis deux à trois ans encha, les fins filletz quy souloient estre apportez au marché de ceste ville sont tellement rares..”
Rémy Bocquet, autre aïeul des Ovigneur qui conservera par le truchement de ses descendants la plume du livre de raison, a fait partie d’une prestigieuse confrérie d’artilleurs, parmi les plus anciens corps d'artillerie d'Europe. En effet, c’est depuis 1483 qu’elle a été créée, sous le vocable de la Confrérie de Sainte-Barbe, plus tard rebaptisée le bataillon des Canonniers Sédentaires de Lille. En reconnaissance de la brillante conduite des Canonniers lors du siège de 1792 mené par les Autrichiens, Napoléon Bonaparte réorganisa leur bataillon en 1803, leur faisant don de l’ancien couvent des sœurs Urbanistes, afin qu'ils puissent le transformer en hôtel. Il est aujourd’hui occupé en partie par le musée qui leur est consacré. Remy Bocquet, membre de la Sainte-Barbe écrivait:
“Mémoire que moÿ Remÿ Bocquet aÿ faict mon entrée de capitaine d’armes dans la compagnie d’Estienne Fasse, le 24 de juin 1635. Memoire que jaÿ été faict lieutenant dans la même compagnie le 29 d’avril 1636 et presté le serment de me bien acquiter de ma charge. Memoire que j’aÿ faict mon entrée de lieutenant le 30 de maÿ 1636. Mémoire que ma mère Isabeau Pouille est décédée de ce monde le 5 de septembre 1636. Dieu veuille avoir son âme...”
Tous les ans, une fête des confrères associait “dévotion, déambulations et débordements bachiques”. Milice communale composée de canonniers, la confrérie, était le “symbole de la bourgeoisie locale et de son auto-organisation”.

## Le fait d’armes du capitaine Ovigneur
Né dans cette vieille bourgeoisie de Lille, Charlemagne Ovigneur n’a pas cinq ans quand il perd son père. Sa mère se remarie. Il s’initia avant la Révolution à deux techniques qui allaient devenir ses principales activités, poursuivies à son tour par son fils Emmanuel : l’artillerie, le commerce et la fabrication de fils.
À seize ans, il s’engage au régiment de Guyenne Infanterie (1775-1777) puis au régiment de Strasbourg Artillerie (1778-1785). De retour à Lille, il crée son commerce et sa fabrique de fils en 1787. La même année, il se marie. En 1790, il fait partie de la garde nationale à Lille. L’année suivante, il est lieutenant. En 1791, il est capitaine de l’artillerie de la garde nationale.
L’ambiance politique est houleuse en cette période. Les tensions et suspicions de complots contre la nation naissante sont légion.
Ovigneur se distingue en 1792. Le roi déchu et déçu veut la guerre. Dans le Nord, une armée autrichienne commandée par le duc Albert de Saxe-Teschen (le mari de Marie-Christine de Habsbourg), campe devant Lille depuis le 23 septembre. Le duc pensait que la ville tomberait rapidement comme Longwy ou Verdun. Mais c’était sans compter sur la détermination de la population à "vivre libre ou mourir" : de fait, les Lillois se défendent vigoureusement malgré les bombardements. Ovigneur et ses hommes tiennent l’ennemi en ligne de mire. Lors du siège de Lille en 1792, il commande une compagnie de canonniers.
Le courage manifesté par les Lillois est exemplaire selon des procès-verbaux officiels dressés alors, notamment ceux des commissaires de la Convention nationale. 
Une dépêche dont il est rendu compte dans la séance du 8 octobre :
« Citoyens, nous sommes entrés hier, vers les huit heures du soir, dans cette ville, où l'on rencontre à chaque pas les traces de la barbarie et de la vengeance des tyrans. Christine, d'après les rapports, est venue jeudi jouir en personne des horreurs commandées par son mari qu’elle a si bien secondé ; on a fait pleuvoir devant elle une grêle de bombes et de boulets rouges pour hâter la destruction de cette belle et opulente cité, qu'elle appela un repaire de scélérats, et qu'elle se plaignait de ne pas voir encore détruite ; elle s'est donnée le plaisir de lui envoyer de sa main quelques boulets rouges. Nos ennemis trompés sur la fermeté et le patriotisme des citoyens de Lille, comptaient qu'une insurrection allait leur livrer la place et c'est pour la provoquer que, sans s'arrêter aux lois de la guerre, ils commencèrent leur feu au retour du trompette qui leur rapportait la fière et républicaine réponse que la municipalité fit à la sommation du duc Albert de Saxe et qu'ils dirigèrent particulièrement leur feu sur le quartier de Saint Sauveur, le plus peuplé de la ville, et dont les citoyens, toutes les fois qu'il a fallu déployer l'énergie du patriotisme se sont constamment montrés les premiers ; mais ce peuple, sur la lâcheté duquel on osait fonder de coupables espérances s'est trouvé un peuple de héros. Le quartier St Sauveur n'est, à la vérité, qu'un amas de ruines : 500 maisons sont entièrement détruites, 2000 sont endommagées par un feu d'artillerie souvent aussi nourri qu'un feu de file ; mais c'est là tout ce qu'ont pu les tyrans. Ils n'entreront jamais dans cette importante forteresse, dont ils ménagent les remparts, parce qu'ils appartiennent, disent-ils, au roi de France, et les maisons qu'ils n'épargnent qu'autant qu'elles se trouvent dans la rue Royale et les environs, quartier de l'Aristocratie lilloise. Sous cette route de boulets, les citoyens que nous sommes venus admirer, encourager et consoler de leur perte, ont appris à déjouer les projets destructeurs de nos ennemis. On a descendu des greniers et des étages les plus exposés tout ce qui pouvait servir d'aliment au feu. On a rassemblé à la porte de chaque maison, des tonneaux toujours remplis d'eau ; les citoyens distribués avec ordre, veillent les bombes et les boulets rouges, les jugent et donnent le signal convenu ; dès qu'un boulet est entré dans une maison, les citoyens désignés s'y portent sans confusion, le ramassent avec une casserole, l'éteignent, crient « Vive la nation » et courent reprendre leur poste pour en attendre un autre. On a vu des volontaires, des citoyens, des enfants même courir sur les bombes et en enlever la mèche, courir après les boulets pour les éteindre avant qu'ils n'aient roulé dans les maisons. Tout se fait dans le calme, l'ordre règne partout. Trente mille boulets rouges, six mille bombes, ont aguerri les citoyens au point de leur faire mépriser le danger. Les Autrichiens ont beaucoup perdu. Leur feu a cessé, il y a environ deux heures, et l'on dit qu'ils lèvent le siège ; ils se retireront chargés de l'exécration des habitants du pays, qu'ils ont rempli de meurtres de toute espèce, de brigandages et d'actes d'inhumanité et de barbaries dont le récit vous ferait frémir. Une foule d’actions dignes des héros des anciennes Républiques méritent de fixer votre attention. »'
Le représentant Bellegarde écrivait en même temps au député Gorsas :
« Au milieu des flammes dont la ville de Lille est la proie, nous avons trouvé le courage et l'héroïsme des habitants inflexibles. Je me contenterai de vous citer deux traits : un particulier nommé Auvigneur, servant une pièce de canon sur les remparts est averti que sa maison avait été allumée par un boulet rouge et qu'elle allait être réduite en cendres. Il se retourne, voit en effet sa maison en feu et répond : « Je suis ici à mon poste, rendons-leur feu pour feu. » Et ce citoyen est demeuré à son poste jusqu'à ce qu'il ait été remplacé. »
Le 7 octobre 1792, après 10 jours de pilonnage, les Autrichiens, apprenant la retraite des Prussiens après Valmy, abandonnaient le siège et se retiraient vers les Pays-Bas. La résistance de Lille avait arrêté l'invasion au nord.
À partir de là, la carrière militaire d’Ovigneur s’accélère, mais il ne reste que peu de détails et d’informations sur le contexte de son déroulement.
En 1793, après la trahison de Dumouriez, le lieutenant Ovigneur contribue à l’armement de la place de Lille. Il devient membre du conseil général de la commune. Il commande le 16 octobre, un parc d’artillerie de bataille lors du siège de Maubeuge. Le 12 décembre, Bouchotte, ministre de la Guerre, le nomme garde principal d’artillerie. Membre du club des Jacobins à Lille, il en sera aussi un des présidents. Après la chute de Robespierre, il est aux arrêts en novembre 1794. Encore inquiété en juin 1795, il démissionne en mai 1796. En août 1799, alors que la propagande royaliste gagne les esprits, Ovigneur “considéré comme sans-culotte, est passé à tabac” par ces royalistes. Membre de la garde nationale en 1799 et 1800, il sera capitaine des canonniers sédentaires lillois de 1804 à 1811. En 1809, il commande un bataillon de canonniers à Flessingue envahie par les Anglais après Wagram.
Quelques lettres manuscrites subsistent de lui. Le 10 décembre 1792, il intervient au nom des canonniers lillois qui “ont montré beaucoup d’énergie pendant le bombardement” pour faire changer de vieux canons armoriés. Il suggère que l’on “pourrait faire mettre sur la vole en place d’étiquette “Lille a bien mérité de la patrie””.
En messidor an II, le club des Jacobins décide de procéder à une épuration en son sein et adresse à tous ses sociétaires, un questionnaire demandant à chacun de rendre compte de sa conduite privée et politique. À propos de sa nomination au poste de garde d’artillerie, le capitaine écrit : ”Comme j’aime ma patrie et désir lui être utile je quittais mon commerce pour occupais le poste que l'on me donnait sans consulter mes intérêts personnels, car un républicain ne doit pas conter sur sa fortune, j'ai quitté mes affaire pour faire ceux de la République au appointement de 1 200 livres et logée. ”
En 1794, toujours dans cette même profession de foi destinée au club des Jacobins lillois dont il est membre, il explique : “J'ai aimé l'égalité avant qu'elle ne fut déclarée par le peuple. Ce qui le prouve, c'est que je fis la succession d'un bien que j'étais libre de me conservée la propriété an détriment de mes sœurs mais lorsque j'ai attain l'âge de vingt-cinq ans, je vandie le bien et le partaga également avec eux. ”
Un an plus tard, des munitions subissent de fortes pluies et risquent l’avarie. Il est mis aux arrêts. Toujours responsable de l’artillerie, il prévient les autorités, le 13 brumaire an III : “Le sang me bouille dans les veines quand je vois des généraux dilapidateurs qui font perdre à la République ce qu’elle a de plus cher et que tout bon républicain veille à la fabrication et conservation de la poudre. (...) Je vous prie d’en instruire votre Comité parce que je crains que l’on ne vous vienne faire des dénonciations contre moi. Tous les amis de l’ordre ne connaissent pas ma disgrâce. Ce n’est pas ma faute si cela périt attendu que je ne suis rien en ce moment ici. ”
Il refuse dans une lettre au maire de Lille, en date du 28 février 1831, qu’on dénomme une rue pour lui rendre hommage : “Comme soldat citoyen, je pourrais revendiquer une part de la gloire qui rejaillit sur notre cité, parce que j'ai la conscience d'avoir rempli mes devoirs ; mais je ne pourrais agréer l'hommage d'une distinction particulière sans porter atteinte aux nobles sentiments qui animèrent mes frères d'armes”

## La création révolutionnaire du héros et son exploitation publique ou privée
“Point de marbre sépulcral mais une modeste pierre : qu’on y grave le nom d’Ovigneur, et vous verrez la main de l’histoire, cette main de fer écrire sur celle-ci une date, une simple date mais toute rayonnante de gloire et de souvenirs” : cet extrait de l’éloge funèbre prononcé à l’occasion de ses obsèques, le 16 mai 1832, établit que Charlemagne Ovigneur était déjà de son vivant, une icône, une forme et une idée, un particulier et un universel. Le personnage devenu une figure lilloise, engoncée par un fait d’armes lointain -1792- dans une période fondatrice, la Révolution française.
Divinité locale au “nez retroussé”, aux “yeux bleus”, au “menton à foçètes”, il fait partie de ces bourgeois-travailleurs qui allaient pouvoir faire triompher les idées des Lumières. Prototype d’une classe sociale déterminante dans le processus révolutionnaire à Lille comme ailleurs, il allait s’accomplir dans l’administration moderne de l’empire de Napoléon, lequel le décorait d’ailleurs en 1810. L’assiduité dans l’exercice de sa fonction de capitaine commandant une compagnie de canonniers volontaires lors du siège de Lille à l’automne 1792, est le principal fait d’armes de Charlemagne Ovigneur. Elle lui valut une reconnaissance durable et particulière.

### Ovigneur au service de la patrie
Le premier récit est publié dès le 9 octobre 1792 dans une gazette locale : « L’ambition de la gloire, l’amour de la patrie, toutes les vertus enfin du peuple lillois se sont exaltées et les âmes se sont senties portées à une élévation jusqu’à ce moment inconnue : « on vint annoncer à Monsieur Ovigneur, canonnier volontaire, que sa maison était en feu, je m’en f... répondit ce brave citoyen, je suis à mon poste ». La mention que la femme d’Ovigneur accouche, apparaîtra dans des versions ultérieures.
Dans une déclaration officielle de 1816, le capitaine reconnaît avoir défendu Lille pendant le bombardement, avec “zèle et désintéressement” en restant “fidèlement à son poste pendant que son épouse le rendait père et que ses propriétés brûlaient”.
En 1818, un dictionnaire des batailles mentionne l’exploit sans y faire figurer ni le nom d’Ovigneur, ni la circonstance que sa femme accouchait.
Les éloges funèbres prononcés à sa mort, reviennent sur l’évènement : “Lille en feu apparaissait à l’Europe entière tel qu’un vaste holocauste aux autels de la jeune liberté ; ce jour surtout où parmi les boulets rougis qui sifflent sur sa tête, debout sur nos remparts, près de la batterie qu’il commande, Ovigneur apprend que sa demeure embrasée croule sous le poids de la bombe...”.
Intéressants, les récits ultérieurs livrent des détails : ”Dans un moment où le capitaine, couché sur la culasse d'une pièce de vingt-quatre, vérifiait le pointage d'un coup difficile, un homme se présente dans la batterie : Citoyen Ovigneur, ta maison brûle et ta femme accouche. Pendant ce dialogue, le capitaine n’a pas même tourné la tête ; il est resté l'œil cloué sur sa pièce, et il ne se relève que pour commander d'une voix calme autant que sonore : -Amorcez ! ....”
L’épisode de la conduite du capitaine Ovigneur devient un classique de la littérature historique repris en 1863, par Victor Duruy, dans son Histoire populaire de la France.
Le poète François Coppée (1842-1889) décrit ainsi la vigueur des lillois et le célèbre exploit du capitaine : 
« La vieille cité prouva qu'elle n'avait rien perdu de son antique vertu, quand le duc Albert de Saxe-Teschen vint mettre le siège devant elle et y jeta, dans l'espace de neuf jours, trente mille boulets rouges et six mille bombes. La garnison — les quatre mille hommes de Ruault — n'aurait jamais pu suffire à la défense des remparts ; mais Lille avait encore six mille gardes nationaux, parmi lesquels figuraient les célèbres canonniers. »
L'organisation de ce corps, reste de la constitution municipale des anciennes cités flamandes, datait de quatre siècles au moins. Il était composé de marchands et de bourgeois, mais tous étaient exercés à la manœuvre de l'artillerie. Ces canonniers furent intrépides; l'un d'eux, un barbier, faisait mousser son savon dans un éclat d'obus, et rasait ses camarades en pleine batterie; les deux capitaines, Ovigneur et Niquet, méritent d'avoir leurs noms inscrits au Livre d'or de la France. Comme on venait annoncer à Ovigneur que sa maison brûlait, il eut un mot héroïque:
— Rendons-leur feu pour feu dit-il en montrant les positions autrichiennes.
On n'eût pas mieux dit devant Toulon, dans la batterie des Hommes-sans-peur, dont la canonnade semble un écho de la batterie des canonniers lillois.
Il les admira, le maigre officier corse aux longs cheveux, qui allait faire de l'artillerie un si formidable usage ; il les admira et ne les oublia point. A deux reprises, il leur témoigna son estime d'une façon éclatante : comme Premier-Consul, en leur donnant des canons; comme Empereur, en les passant en revue lui-même, à Lille, et en décorant de sa propre main les capitaines Ovigneur et Niquet.
Ce corps d'élite existe encore, honneur et ornement de la cité de Lille. Malgré la fièvre de réorganisation qui court — elle ressemble beaucoup à une fièvre de destruction, — on a par bonheur respecté cette ancienne et bonne chose. Il y a à Lille une rue et un hôtel des canonniers. Cet hôtel est à la fois un cercle où se réunissent ces messieurs et le lieu ordinaire de leurs exercices; il est de plus le musée, le reliquaire du corps, et on y conserve la précieuse collection des antiques obusiers et des vieilles pièces de rempart.
Les Lillois sont extrêmement fiers, et avec raison, de ce siège de 1792. C'est le plus pur diamant de leur écrin historique, et aucune date n'est plus populaire chez eux. Ils l'ont déjà célébrée deux fois, — en 1845, à propos de l'érection d'un monument commémoratif, et l'année dernière encore — avec une très grande solennité et des explosions magnifiques d'enthousiasme et de patriotisme. Une place publique porte le nom du général Ruault. Près du lieu où s'élevait l'église Saint-Étienne, détruite de fond en comble par le bombardement, se trouve la rue des Débris Saint-Étienne. Toute une littérature locale est sortie de ces grands souvenirs, et l'inauguration de la statue triomphale de 1845 a surtout inspiré un grand nombre de poètes lillois.
En 1879, une chanson en patois reprend le fait glorieux :
 “Min Capitain', v'nez vit' vou mason brûle,

 Mais eh' l'homm' de cœur li dit :

 Te vos l'enn'mi,

 Qu'on sauv' eum' femme', qu'on laich' brûler m' fortune

 Mi min poste est ichi”
Le dernier récit recensé, est celui de l’Histoire des Canonniers de Lille, publiée en 1892 : “Ce fut ce jour-là vers minuit, que le capitaine Ovigneur mérita l’admiration universelle de ses concitoyens et illustra à jamais son nom par sa conduite pleine de vaillance et d’abnégation. Depuis le commencement du siège, pas plus que son collègue Niquet, il n’avait quitté le rempart où le rivaient son devoir et l’honneur : on accourt lui annoncer à la fois que son habitation est en feu et que sa femme abritée dans une maison voisine de la rue Notre-Dame (actuellement rue de Béthune) vient de le rendre père. Comme on le presse d’accourir auprès d’elle et d’abandonner sa batterie pour sauvegarder son bien, il sait maîtriser les diverses émotions qui agitaient son âme et montrant les lignes des assiégeants d’où partaient des éclairs continus et d’effroyables détonations, il répond : Voici l’ennemi ! je suis à mon poste, j’y reste et vais rendre feu pour feu ! ”
L’histoire de la fortune de cet acte assez banal -un soldat à son poste - est celle de l’utilisation publique d’une image exemplaire.
La Convention avait besoin d’exalter les actes héroïques des défenseurs de la patrie. À Paris, dans la nuit du 6 octobre, Vergniaud donne lecture d’une lettre des citoyens députés commissaires de la Convention nationale à l’armée du Nord. Il est question d’une “foule d’actions dignes des guerriers des anciennes républiques qui méritent de fixer votre attention”.
Le 11 novembre 1792, quand deux salves de canons saluent la publication du décret de la Convention nationale “Lille a bien mérité de la patrie”, Ovigneur est responsable du tir.
Le 23 mai 1810, en visite à Lille, Napoléon le fait appeler et lui remet la légion d’honneur, en lui disant : “Tous les canonniers ont mérité la décoration, vous la porterez, Monsieur, pour vous et pour le corps”. Présente lors de cette remise, l’impératrice Marie-Louise, d’origine autrichienne, “paraît peu aimable, peut-être préoccupée par les souvenirs du siège de 1792”.
En 1831, il décline l’offre de la ville de Lille, d’attribuer son nom à une rue pour rendre hommage au “soldat citoyen qui s’est distingué entre tous par son patriotisme et son désintéressement”.
S’il accepte d’incarner l’image du “brave”, c’est comme un porte-étendard. Il refuse “d’agréer l'hommage d'une distinction particulière”. La reprise publique de son nom est fréquente et durable : 1889, 1892, 1992.

### Ovigneur au service du marketing
Les marques déposées « drap plume » et « le Capitaine » se disputent sur une publicité épique vantant les mérites d’un tisseur de toile nommé Ovigneur…
Vers 1910, un marchand de vêtements lillois vante la qualité de ses produits parmi lesquels, la “chemise du courageux capitaine Ovigneur”.
En 2000, une carte à puce d’un parking de Lille évoque, dans une illustration, le “Capitaine Ovigneur et la défense de Lille en 1792”.

### Ovigneur au service du privé
Petit-fils du capitaine, Émile Ovigneur (1830-1911), commandant du corps des Canonniers sédentaires, conseiller général, avocat et bâtonnier de Lille en 1878, a été le principal promoteur et utilisateur de l’image légendaire de son grand-père.
« En 1874, il fait réaliser une copie d’un portrait très officiel du capitaine exécuté à l’origine par Hurtrel en 1842, par un bon peintre lillois, Alphonse Colas, pour l'offrir au musée des canonniers. Cette générosité et sans doute d'autres libéralités, sont récompensées par la municipalité qui le nomme en janvier 1876 commandant du corps des Canonniers sédentaires. C'est dans ce contexte que Julien Devos, élève de Colas, exécute en 1875 son tableau représentant pour la première fois l'épisode du capitaine Ovigneur à son poste sur le rempart. »
Émile participe à l’inauguration de la rue Ovigneur en 1867, prête de nombreux objets - dont l’épée portée par son grand-père en 1792- lors de l’exposition historique du centenaire de 1789, ouverte à Lille sous les auspices du Conseil général du Nord, participe à la célébration du bicentenaire du siège, en octobre 1892, et reçoit alors du président Sadi Carnot (1837-1894), la légion d’honneur.
Émile Ovigneur sera un des fondateurs de l’association nationale du Souvenir français. Il offre un tableau représentant son grand-père au musée des canonniers (1874), en fait réaliser un autre par Le Dru (1890), qu’il tente en vain de vendre à l’État.

## Postérité et prospérité commerciale
Avec Angélique Lepers (1767-1831), il aura six enfants : Louis (1789-1790), Emmanuel (1790-1840) Pierre (1792-1793), Louis-Hippolyte, (1796-1873), Adèle (1798-1851) et Fanny (1802-1886). Cette dernière épousera en 1827, Rigobert Sénéchal (1789-1867), neveu de Martial-Joseph Herman (1759-1795) avocat, ami de Robespierre et président du tribunal révolutionnaire qui, en 1793, envoya la reine à l’échafaud.
En 1820, l’entreprise de fils, fondée en 1787 par Charlemagne Ovigneur, est prospère. Elle est alors évaluée à 93 890 francs. Elle vend tant à Paris et Marseille qu’à Bâle, Amsterdam ou Anvers. Le détail des “marchandises en magasin” comprend de multiples types de fils comptabilisés en “poignées”, ou en “douzaine d’échevaux” : du “fil teint en soie en noir ou couleurs différentes”, du “mouliné 4 fils blancs”, du “fil à broder”, du “fil à teindre”... Le détail des “ustensiles, usines et officines” lié à la fabrication nous est inconnu. Mais des matières premières telles le “potasse”, “l’indigo”, le “manganèse”, le “bois de Safran” et “vitriole” sont mentionnées avec le “charbon” et les “chandelles”.
Fils aîné, Emmanuel-Charlemagne-Parfait Ovigneur (1790-1840) restera dans les pas de son père. Dans cette classe sociale, à Lille comme ailleurs, c’est un fait curieux mais criant, il n’y a pas “l’évidence d’une rupture, et surtout d’un renouvellement exceptionnel qui se situerait à l’époque de la Révolution”. Alors que royauté, aristocratie, clergé et même le bas peuple ont subi dans l’ensemble de bouleversants changements, la bourgeoisie, paraît traverser cette période de troubles, comme si de rien n’était.
Emmanuel qui fut aussi maire adjoint de Lille, à l’âge de trente ans, reçoit de son père l’entreprise, qui lui est cédée à parts égales avec son frère Louis Hippolyte (1796-1873) : “C. J Ovigneur et frères” est créée. La transaction mentionne la “constitution dotale” accordée aux deux fils à l’occasion de leurs alliances : le lien entre le commerce et la famille se manifeste. En 1820, Emmanuel se marie en effet à Sophie Rhone (1797-1870), fille d’un banquier de Valenciennes.
En 1840, sa veuve, Sophie Ovigneur-Rhone reprendra l’association commerciale avec son beau-frère. En 1847, Louis Hippolyte reprendra seul l’entreprise consacrée au lin qui dispose alors d’une machine à vapeur.
En 1860, cette branche de la famille, établit à Comines un tissage de toiles fines. En 1919, l’entreprise fusionne avec d’autres pour créer les filatures et filteries de France.
La fille aînée des Ovigneur-Rhone, Clémence Ovigneur-Rhone (1831-1886), épouse Gustave Desrousseaux-Briansiaux (1823-1886). Leurs filles, Jeanne (1865-1949) et Pauline (1868-1955) épouseront deux frères Louis Plouvier (1865-1924) et Edouard Plouvier (1867-1927) dont les descendants s'allieront aux familles de Lille, Roubaix et Tourcoing, les Watrelot, Tiberghien, Masurel, Trentesaux ou Virnot.